# Дриобаланопс ароматный
Дриоба́ланопс арома́тный  (лат. Dryobálanops aromática) — дерево, вид растения из семейства Диптерокарповые (Dipterocarpaceae). Этот вид известен как одно из нескольких деревьев, у которых проявляется феномен, известный как застенчивость кроны.

## Название
Растение может именоваться «камфорным деревом» наравне с некоторыми другими видами тропических деревьев. На других языках это дерево известно как камфора с Борнео, камфорное дерево, малайская камфора, суматранская камфора
Синонимы
- Dipterocarpus camphorus (Colebr.) Mart.
- Dipterocarpus teres Steud. nom. inval.
- Dryobalanops camphora Colebr.
- Dryobalanops junghuhnii Becc.
- Dryobalanops sumatrensis (J.F.Gmel.) Kosterm.
- Dryobalanops vriesii Becc.
- Pterigium teres Corrêa
- Shorea costata J.Presl

## Распространение и описание
Распространено на Суматре, Малайском полуострове и Борнео. Это большое дерево, высота которого достигает 65 и даже 75 м. Как один из важнейших источников камфоры, дерево привлекало посещавших Борнео арабских торговцев. В то время оно ценилось дороже золота. Растение содержит бергенин, виниферины, диптоиндонезин и ряд других веществ.